# Kazimierz Nowak
Kazimierz Nowak ( Stryj, 11 de gener de 1897 – Poznań, 13 d'octubre de 1937) va ser un viatger, corresponsal, reporter i fotògraf polonès.

Nascut a Stryj, Nowak va viure a Poznań després de la Primera Guerra Mundial. Del 1931 al 1936 va viatjar sol, en bicicleta, a peu, a cavall, en vaixell i en camell per Àfrica, i va recórrer una distància d'uns 40.000 km des de Líbia fins al cap Agulhas, Sud-àfrica i de tornada a Algèria. Va morir a Pozna  d'una pneumònia com a conseqüència de l'afebliment del cos a causa dels viatges, la malària i la cirurgia de les cames. Les fotografies del seu viatge a l'Àfrica es van publicar a Polònia el 1962 a l'àlbum Przez Czarny Ląd (Across the Black Land). El llibre va ser editat per la filla de Nowak, Elżbieta Nowak-Gliszewska, i les fotografies van ser seleccionades després de consultar amb els professors Jan Czekanowski i Jerzy Loth. Els relats de Kazimierz Nowak sobre el viatge es van publicar per primera vegada conjuntament només l'any 2000, en un llibre titulat Rowerem i pieszo przez Czarny Ląd (A través del continent fosc). El periodista polonès Ryszard Kapuściński va dir l'any 2006 que "és un llibre totalment excepcional" i va afegir que:
El seu contingut i la personalitat de l'escriptor expliquen el seu caràcter convincent. Com a tal, hauria de rebre més atenció i un reconeixement més ampli. Aquesta increïble història apareix indefectiblement a les meves conferències, discussions i comentaris sobre afers internacionals. Espero de totes totes que trobi un lloc entre els clàssics dels reportatges polonesos.
National Geographic Traveler (edició polonesa) va escriure que "Kazimierz Nowak és sens dubte un mestre dels reportatges de viatges". El 25 de novembre de 2006, al vestíbul de l'estació de trens principal de Poznań on Nowak va començar i va acabar el seu viatge, Ryszard Kapuściński va descobrir una placa commemorativa dedicada a Nowak.

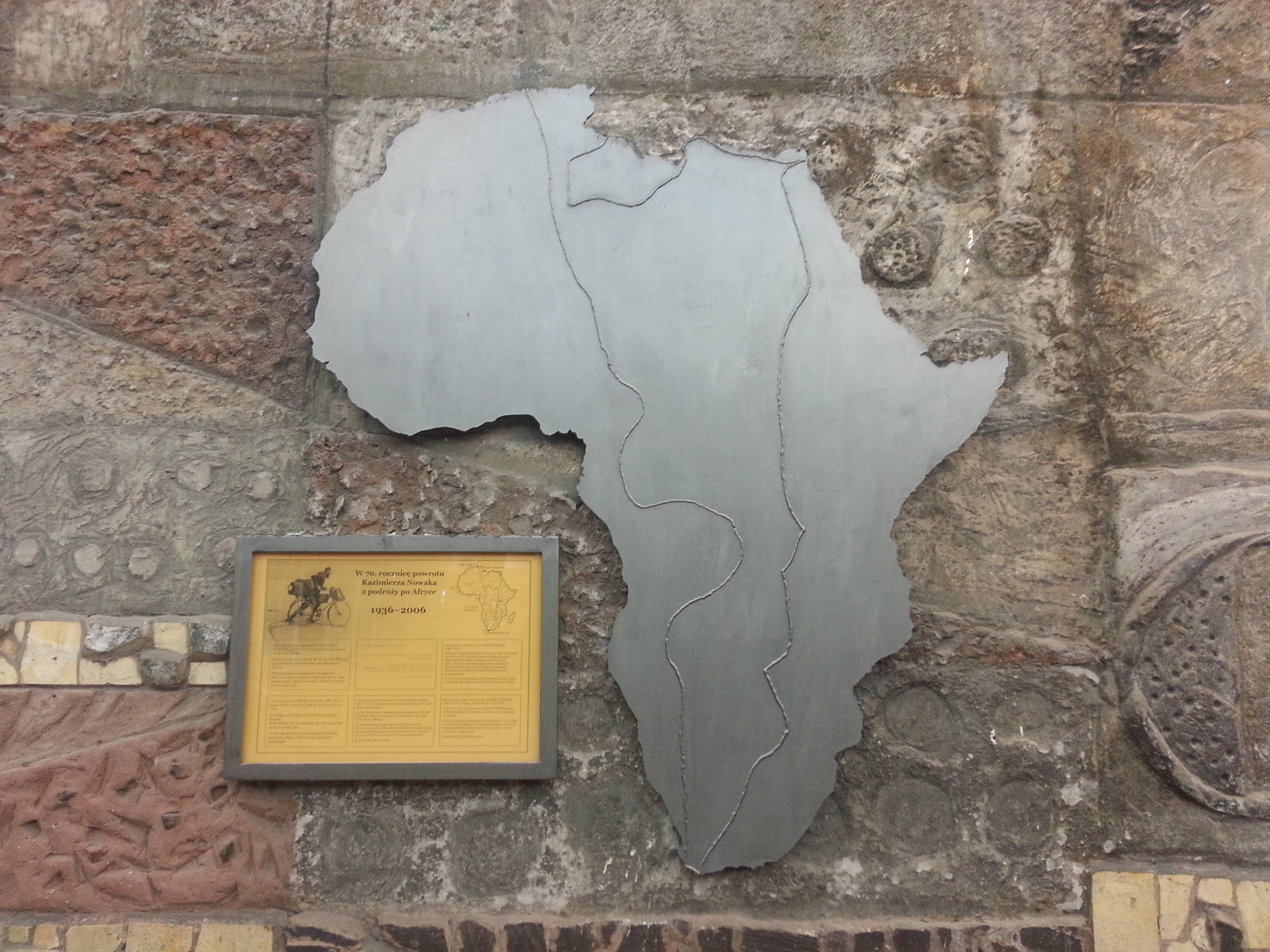
Monument a Poznań dedicat a Kazimierz i el seu viatge per Àfrica

La setena edició polonesa ampliada del llibre es va publicar el 2013. El llibre va ser traduït a l'hongarès el 2014 ( Kerékpárral és gyalog a fekete földrészen át ) i a l'anglès el 2017 ( Across The Dark Continent. Bicycle Diaries from Africa, 1931–1936 ).
El 2011 Jacek Y. Łuczak va escriure la biografia de Nowak Polska Kazimierza Nowaka. Przewodnik rowerzysty (Polònia de Kazimierz Nowak. Guia del ciclista). El llibre descriu indrets de Polònia que Nowak va visitar durant els seus quatre viatges en bicicleta durant els anys 1925–1930 (1925–1926: per Europa ; 1927–1928: Europa i el nord d'Àfrica ; 1928: per Polònia; 1930: Sud de Polònia i Europa occidental ).
El 2014 es va publicar a Polònia el primer volum de les cartes de Nowak des del viatge africà a la seva dona com a Kochana Maryś! Listy z Afryki . El segon volum es va publicar el 2015 i el tercer el 2016. Es preveu que l'últim volum es publiqui el 2017. </link></link>

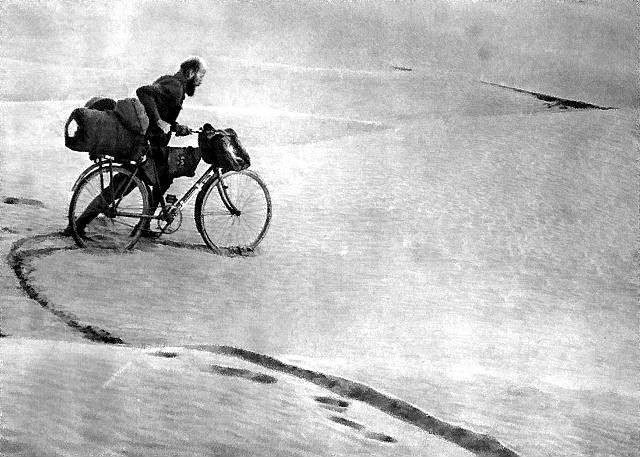
Kazimierz Nowak travessant un desert d'Àfrica, c. 1931–36